# Perasia
Perasia là một chi bướm đêm thuộc họ Noctuidae.